# Yang Hao (calciatore)
Yang Hao (楊昊T, 杨昊S, Yáng HàoP; Pechino, 19 agosto 1983) è un ex calciatore cinese, di ruolo centrocampista.

## Carriera

### Club
Ha giocato nella prima divisione cinese.

### Nazionale
Ha giocato nella nazionale cinese, con cui ha partecipato alla Coppa d'Asia 2011.

## Palmarès

### Club

#### Competizioni nazionali
- Supercoppa di Cina: 2

Beijing Guoan: 2003
Guizhou Renhe: 2014
- Coppa della Cina: 3

Beijing Guoan: 2003
Guizhou Renhe: 2013
Jiangsu Suning: 2015
- Campionato cinese: 2

Beijing Guoan: 2009
Guangzhou Evergrande: 2011